# Phyllomeniidae
De Phyllomeniidae is een familie van weekdieren uit de orde Sterrofustia.

## Geslachten
- Harpagoherpia Salvini-Plawen, 1978
- Lituiherpia Salvini-Plawen, 1978
- Ocheyoherpia Salvini-Plawen, 1978
- Phyllomenia Thiele, 1913
- Plicaherpia Garcia-Álvarez, Zamarro & Urgorri, 2010